# اینواکیر
اینواکیر (انگلیسی: Invacare) شرکت تجهیزات پزشکی آمریکایی است، که در سال ۱۸۸۵ تأسیس شد.